# Мёрнер, Карл
Граф (с 1800 года) Карл Карлссон Мёрнер аф Туна (швед. Carl Carlsson Mörner af Tuna; 1 декабря 1755, Йёнчёпинг — 24 июня 1821, Стокгольм) — шведский военачальник и государственный деятель, фельдмаршал, губернатор Норвегии (1816-1818).

## Биография
Выходец из аристократической семьи Мёрнер. Сын обер-егермейстера короля Швеции Карла Густава Мёрнера (1725–1787) и его жены, Маргариты Фредерики, урожденной Дузе (1732–1800). 
Карл Мёрнер начал свою военную карьеру в 1771 году курсантом-артиллеристом. D 1772 году он окончил своё обучение и был произведён в лейтенанты. В том же году он заслужил благодарность короля Густава III, встав на его сторону во время заговора шведского дворянства. За этот поступок он стал кавалером ордена Меча (в том же году) и на долгие годы стал человеком, близким к королю. В 1785 году Карл Мёрнер был сделан королевским камергером, а в 1787 году назначен состоять при кронпринце (наследном принце) Густаве Адольфе. Параллельно, в 1787 году он был повышен до капитана, в 1792 году до подполковника, а в 1794 года до полковника и генерал-адъютанта. В том же году он стал командиром шведского Финляндского артиллерийского полка и кавалером ордена Полярной звезды. В 1795 году он возглавил Кальмарский полк, а в 1798 году стал командиром королевского гвардейского гренадерского батальона. 
В 1800 году Карл Мёрнер аф Туна был возведён в графское достоинство шведского королевства.
В 1802 году Карл Мёрнер был заместителем командира шведской лейб-гвардии, в 1808 году был произведён в генерал-майоры и назначен губернатором Скараборга. Во время Русско-шведской войны Карл Мёрнер был ненадолго назначен командовать южной армией в провинции Сконе, но вскоре был отозван. Вернувшись на почётный пост заместителя командира лейб-гвардии, Карл Мёрнер был повышен до генерал-лейтенанта. В 1811 году он стал вице-губернатором Шведской Померании, в 1812 году получил чин генерала от инфантерии и стал кавалером ордена Карла XIII. 
После этого он стал губернатором Стокгольма, а затем кавалером высшего шведского ордена Серафимов. В 1815 году Мёрнер стал ландмаршалом (председателем дворянской фракции шведского сословно-представительного органа — Риксдага). В 1816 году Мёрнер был произведён в генерал-фельдмаршалы и назначен губернатором Норвегии и канцлером университета Кристиании (Осло), пробыв на этих должностях два года. Карл Мёрнер быстро завоевал доверие в Норвегии и был вознаграждён «уважением и признанием норвежского народа за компетентность и рвение, с которыми он выполнял возложенные на него обязанности».
Один из современников фельдмаршала, известный придворный острослов и однофамилец (или дальний родственник) Хампус Мёрнер  писал о нём: «Карл Мёрнер не отличался блестящими дарованиями ни в качестве оратора, ни в качестве политика, ни в том, что касалось глубины его познаний; но он был честным, вежливым, профессиональным. Карл Мёрнер провёл большую часть жизни, вращаясь в высшем свете, но это совершенно не изменило его характер.»
После возвращения из Норвегии, Карл Мёрнер был вновь назначен губернатором Стокгольма, однако, поскольку войска Стокгольмского гарнизона возглавил другой человек, фельдмаршал, недовольный этим, вышел в отставку. Помимо всех прочих должностей, Мёрнер одно время был и канцлером Уппсальского университета.
С 1810 года фельдмаршал был женат на Шарлотте Арфведссон (1776–1862), этот брак оставался бездетным.